# Neohemsleya
Genre
Classification phylogénétique
Statut de conservation UICN

 VUB1+2b : Vulnérable
Neohemsleya est un genre de plantes à fleurs de la famille des Sapotaceae et ne comptant qu'une seule espèce. C'est un arbre endémique à la Tanzanie.

## Liste d'espèces
Neohemsleya usambarensis est l'unique espèce du genre.

## Répartition
L'espèce est endémique aux forêts humides à 200 m d'altitude dans les monts Usambara et le sud des monts Nguru.